# Га-Селати
Га-Селати (англ. Ga-Selati River; африк. Selatirivier) — река на северо-востоке ЮАР в провинции Лимпопо. Приток Улифантс бассейна Лимпопо.
== Описание == река Га-Селати получила своё название по вождю местного племени. Истоки реки расположены на крутых западных склонах горного хребта Уолкберг, северного отрога Драконовых гор, примерно в 20 км к юго-востоку от Цанена. От своего истока в зоне с большим количеством осадков течет примерно на восток около 140 км, впадает в реку Улифантс примерно в 7 км к югу от города Пхалаборва.
Крупнейшими притоками Га-Селати являются Нгвабитси и Мулати, впадающие с правого берега. На Нгвабитси построена плотина Турс.

## Экология
В сухой сезон русло Га-Селати на большей части течения пересыхает. Воды реки сильно загрязнены в её нижнем течении из-за горнодобывающих предприятий в Пхалаборве.